# Amalia Holm
Fanny Amalia Holm Bjelke (9 de abril de 1995) es una actriz sueca - noruega que ha interpretado diversos papeles tales como Elsy Moström en la película Tyskungen, Alena en Alena (2015) o Scylla Ramshorn en Motherland: Fort Salem (2020).

## Biografía
En el 2005 se unió al "Nacka Musikklasser" de donde se graduó en el 2011. En el 2011 se unió al "Kungsholmens Gymnasium" de donde se graduó en el 2014. Amalia habla con fluidez sueco, noruego, inglés y alemán.

## Carrera
En el 2013 se unió al elenco de la película Tyskungen (en inglés: The Hidden Child) donde dio vida a Elsy Moström de joven, la madre de la escritora Erica Falck (Claudia Galli Concha). La actriz Gunvor Pontén interpretó al personaje de Elsy de mayor.
En 2019 fue contratada para interpretar a Scylla Ramshorn en la serie canadiense Motherland Fort Salem. En el 2020 la serie fue renovada para una segunda temporada que salió al aire en junio de 2021. El 23 de agosto de 2021 se anunció que la serie va a tener una tercera temporada. Amalia está acreditada como personaje principal desde el piloto.

## Filmografía[2]

### Películas
| Año  | Título    | Personaje    | Notas |
| ---- | --------- | ------------ | --- |
| 2017 | Ikitie    | Kathy        | junto a Sidse Babett Knudsen, Irina Björklund, Tommi Korpela, Ville Virtanen, Lembit Ulfsak y Emmi Parviainen |
| 2015 | Alena     | Alena        | junto a Helena af Sandeberg, Johan Ehn, Rebecka Nyman, Felice Jankell y Molly Nutley                          |
| 2013 | Tyskungen | Elsy Moström | junto a Jakob Oftebro, Claudia Galli Concha, Richard Ulfsäter, Kim Solfeldt y Edvin Endre                     |

### Series de televisión
| Año       | Título                 | Personaje  | Notas        |
| --------- | ---------------------- | ---------- | ------------ |
| 2024      | Vikings: Valhalla      | Hrefna     | 8 episodios  |
| 2020-2022 | Motherland: Fort Salem | Scylla     | 30 episodios |
| 2017      | Playground             | Amy        | 10 episodios |
| 2016      | Saltön                 | Tone       | 4 episodios  |
| 2016      | Vårdgården             | Bea Leijon | 8 episodios  |
| 2015      | En delad värld         | Louise     | 8 episodios  |